# Lacková
Lacková este o comună slovacă, aflată în districtul Stará Ľubovňa din regiunea Prešov. Localitatea se află la altitudinea de 581 m deasupra n.m., se întinde pe o suprafață de 6,21 km2 și în 2017 număra 162 de locuitori.

## Istoric
Localitatea Lacková este atestată documentar din 1408.

## Demografie
| An:                | 1994 | 2004   | 2014   | 2024   |
| ------------------ | ---- | ------ | ------ | ------ |
| Număr de persoane: | 175  | 172    | 167    | 164    |
| Diferență:         |      | −1,71% | −2,90% | −1,79% |

| An:                | 2023 | 2024   |
| ------------------ | ---- | ------ |
| Număr de persoane: | 158  | 164    |
| Diferență:         |      | +3,79% |